# Палютикоф, Джин
Джин Палютикоф (Jean P. Palutikof) — австралийский климатолог, специалист в области адаптации к изменению климата.
Доктор философии, профессор, с 2008 года директор-основатель Национального исследовательского центра по адаптации к изменению климата (NCCARF) в Университете Гриффита. Прежде работала в Метеорологическом бюро Великобритании, в 1979—2004 годах — в Университете Восточной Англии, а в 1974-79 годах — в Университете Найроби. Ведущий автор МГЭИК, которую представляла на церемонии вручения той Нобелевской премии мира в 2007 году.
Автор более 200 статей.